# Bathrotoma
Bathrotoma là một chi bướm đêm thuộc phân họ Olethreutinae trong họ Tortricidae.

## Hình ảnh

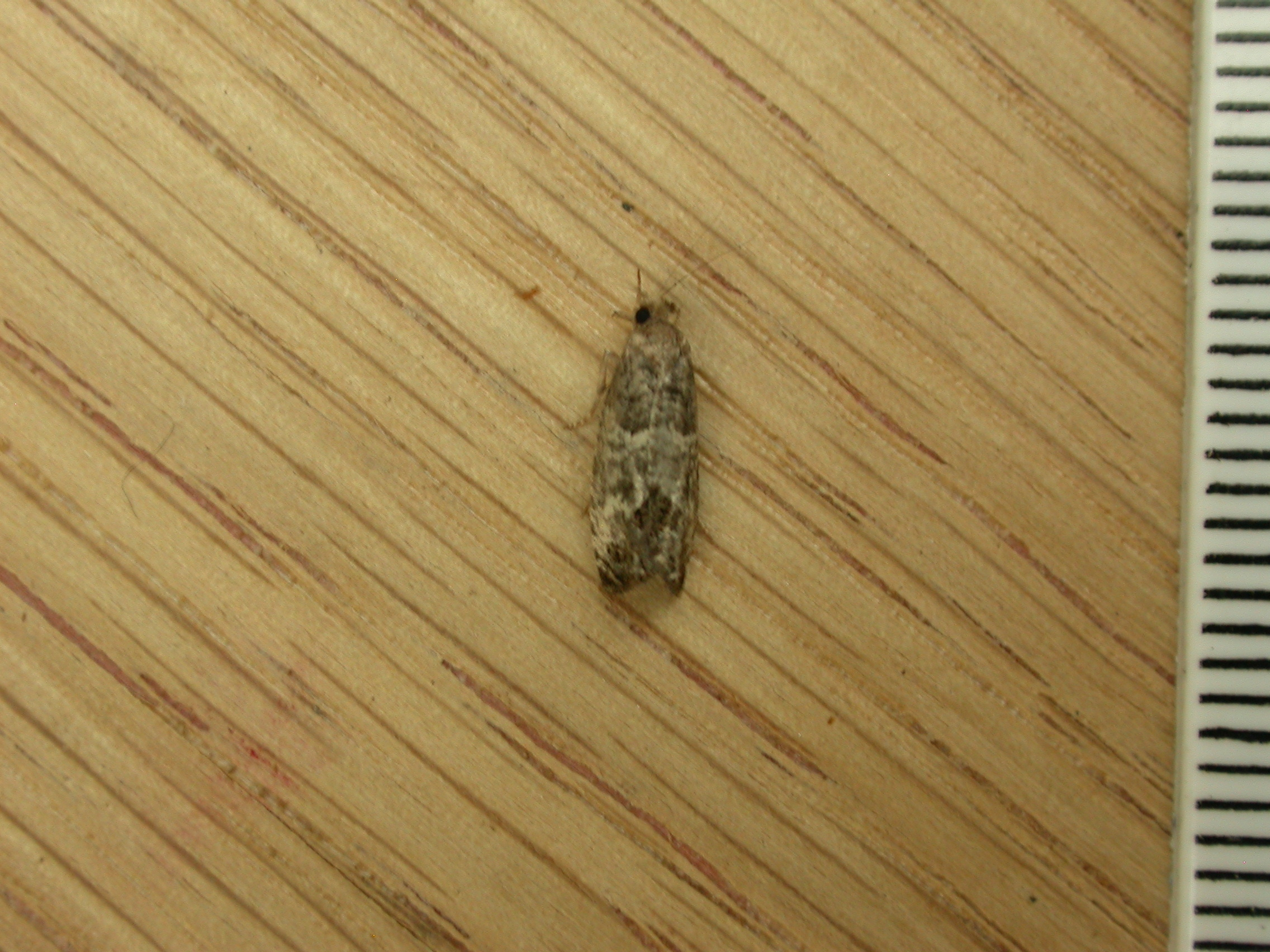
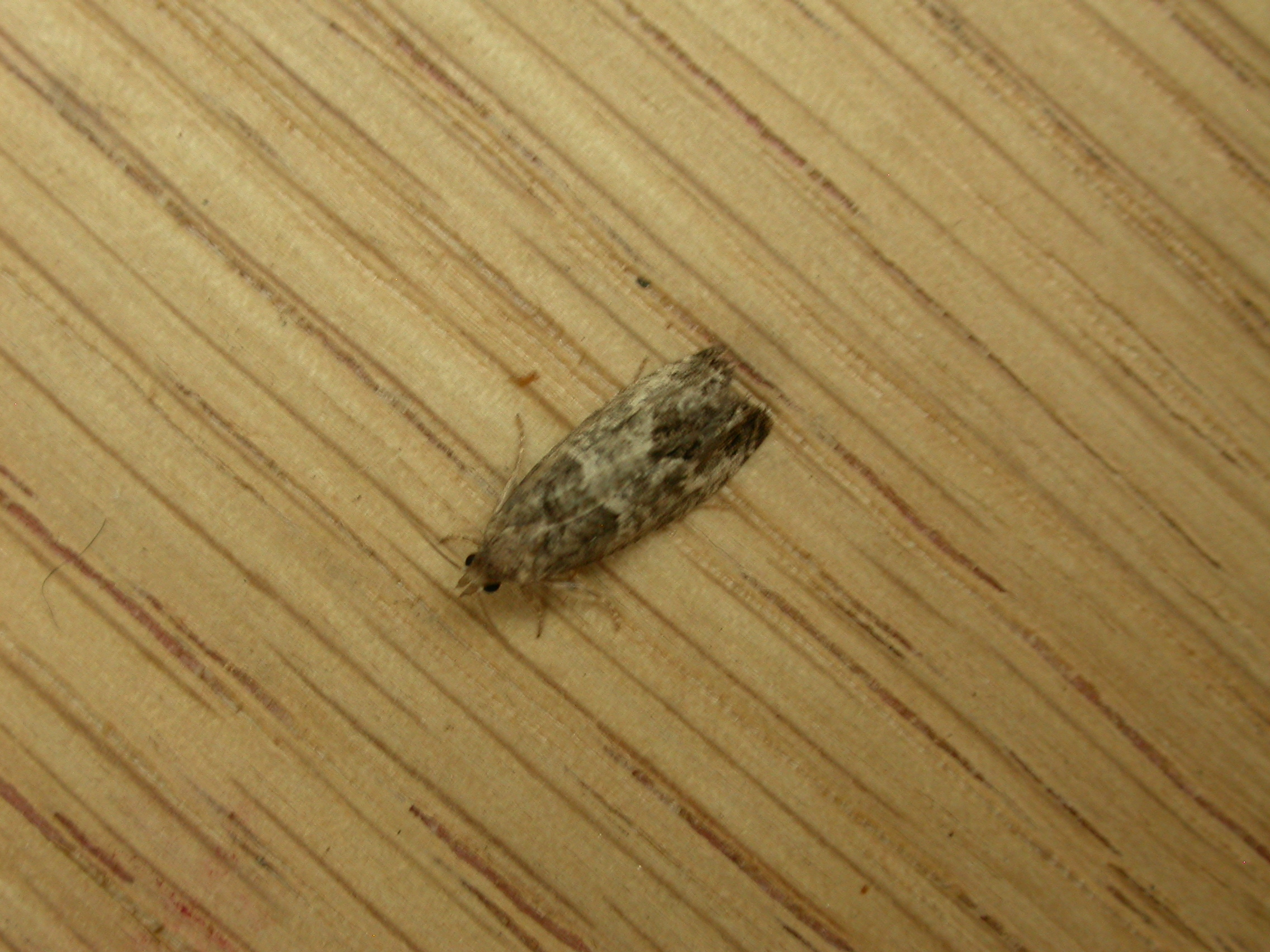